# Rio Jamanxim
O rio Jamanxim é um curso de água, pertencente à bacia Amazônica. Sua nascente se encontra na região próxima à serra do Cachimbo, sendo o principal afluente do rio Tapajós.

## Pontencial hidrelétrico
O inventário produzido pela Eletronorte e pela CNEC, empresa de engenharia da Camargo Corrêa, identificou a viabilidade de cinco aproveitamentos ao longo dos rios Tapajós e Jamanxim, que totalizam 10,682 mil MW de capacidade instalada. Este levantamento prevê a divisão do projeto em duas usinas no rio Tapajós: São Luiz do Tapajós, com 6,133 mil MW de potência, e Jatobá, com 2,338 mil MW, e três usinas no rio Jamanxim: Cachoeira dos Patos, com 528 MW; Cachoeira do Caí, com 802 MW; e Jamanxim, com 881 MW.

## Atividades comerciais
No rio são encontradas diversas atividades,entre elas a pesca, que abastece vários municípios da região,além de outras atividades de subsistência,que utilizam-se do rio,o curso de água não foi atigindo pelo garimpo,nas proporções de rios vizinhos como o rio Crepori,sendo encontrado grandes peixes como o pintado, entre outros.

## Afluentes principais
- Rio Novo
- Rio das Arraias